# Trezzo Tinella
Trezzo Tinella là một đô thị tại tỉnh Cuneo trong vùng Piedmont của Ý, vị trí cách khoảng 50 km về phía đông nam của Torino và khoảng 50 km về phía đông bắc của Cuneo. Tại thời điểm ngày 31 tháng 12 năm 2004, đô thị này có dân số 350 người và diện tích 10,4 km².
Trezzo Tinella giáp các đô thị: Alba, Borgomale, Castino, Mango, Neviglie và Treiso.